# Nokia Lumia 800
Nokia Lumia 800 — смартфон на базі Windows Phone 7.5 компанії Nokia. Це був перший смартфон компанії разом із Nokia Lumia 710 який працював на Windows Phone. Смартфон вийшов в 2011 році коли і сама операційна система вийшла.

## Дизайн
Дизайн повністю копіює Nokia N9 за виключення сенсорнами кнопками оскільки вони взагалі є.

### Розміри
Висота 116.5 мм Ширина 61.2 мм Товщина 12.1 мм Вага 142 грами Гучність 76 см³

### Клавіатура та способи введення
Є такі кнопки: Спеціальна клавіша• Клавіша вмикання• Клавіші гучності• Клавіша камери
• Windows UI keys (Back, Start, Search)

### Дисплей та інтерфейс користувача
• Сенсорний дисплей
• Ємнісний 
Розмір дисплея — 3.7
Висота екрану
800 пікселі
Ширина екрана
480 пікселі

### Технологія дисплея
Corning® Gorilla® Glass, AMOLED, ClearBlack, Округле скло

## Обладнання

### Підключення
Підтримка WLAN, WEP, WPA, 802.11b/g/n, WPA-Enterprise, WPA2-Personal

### Синхронізація даних
ActiveSync, Microsoft Zune для ПК і програма Mac Connector, Календар, контакти, перелік завдань.

### Локальні підключення
Micro USB,
WiFi,
Швидкісний USB 2.0,
Bluetooth Stereo Audio,
Роз'єм 3,5 мм AHJ,
Bluetooth 2.1 +EDR

### Керування живленням[2]
Акумулятор BV-5JW 3.7V 1450мА/год,
Заряджання через USB 
Максимальний час розмов у режимі 2G 13 год.
Максимальний час роботи в режимі розмови GSM 265 год.
Максимальний час розмови у режимі 3G 9,5 год.
Максимальний час роботи в режимі очікування 3G 335 год.
Максимальний час відтворення музики 55 год.
Максимальний час роботи в режимі відтворення відео 6,5 год.

### Мережа передачі даних
Передача даних
- HSUPA Cat6 5.76 Mbps
- WLAN IEEE 802.11 b/g/n
- GPRS Class B
- WCDMA
- HSDPA Cat10 14.4 Mbps
- Подвійний режим передачі (MSC 32)
- EDGE Class B

### Додаткові функції
Micro SIM, 3D акселерометр, Музика Nokia, Карти Nokia,
Режим "У літаку",
Компас (Сенсор магнітометра),
Датчик освітлення,
Датчик розміщення пристрою,
2 мікрофони,
Nokia Drive: оптимізація маршруту,
Карти Bing,
Перенесення контактів Nokia,
Application Highlights.

### Робочий діапазон
Робочий діапазон частот GSM 850,
GSM 900,
GSM 1800,
GSM 1900,
WCDMA Band V (850),
WCDMA Band VIII (900),
WCDMA Band II (1900),
WCDMA Band I (2100).
Процесор
Одноядерний процесор із частотою в 1400 МГц

## Програмне забезпечення
Карти Bing і Application Highlights. Є Карти Nokia і Nokia Drive: оптимізація маршруту. Перенесення контактів Nokia, Музика Nokia
Ігри / Розваги: Xbox Live Hub,
Marketplace,
CNN App для Windows Phone.

### Програми для бізнесу
Програми пакету Office (Excel, Word, Powerpoint, One Note),
Skydrive - зберігання документів & нотаток,
Lync (корпоративний чат) доступна для безкоштовного завантаження.
Функції (Персональний органайзер)Календар,
Нотатки,
Перелік завдань,
Детальна контактна інформація.
Телефон має операційну систему Windows Phone 7.5 Mango .

## Зв'язок
Електронна пошта та повідомлення

### Електронна пошта
Windows Live/Hotmail,
Yahoo Mail,
Gmail,
Інші поштові скриньки,
Nokia Email,
Outlook Mobile.

### Протокол електронної пошти
IMAP4, POP3, SMTP.

### Функції електронної пошти
HTML email. Вкладення електронної пошти і оповіщення електронної пошти OMA

### Формат документів
PDF, Powerpoint,
Excel,
Word,
OneNote,

### Управління викликами
Журнали набраних номерів, отриманих і пропущених викликів і конференц-зв'язок.

## Обмін та Інтернет
Є браузер із таким підтриманням форматів: XHTML,
DOM Level 3,
HTML5,
CSS 3,
DOM Level 1 and 2,SVG.
Також є браузер Internet Explorer 9 Mobile.

## Навігація

### GPS і навігація[5]
3D акселерометр, програма Nokia Maps. Функція GPS, A-GPS,
GPS,
Cell ID,
Позиціонування Wi-Fi.

## Фото

### Основна камера
Розмір сенсора основної камери
8 Мпікс 
Висота роздільної здатності камери
3264 пікселі
Ширина роздільної здатності камери
2448 пікселі
Індекс діафрагми камери
2.2 
Цифрове збільшення камери
3 x
Мінімальний діапазон фокусування камери
10 см
Фокусна відстань камери
28 мм

### Основні функції камери
Функції камери: Сенсорне фокусування,
Подвійний світлодіодний спалах,
Оптика Carl Zeiss,
Геотегування,
Компенсація експозиції,
Автоматичний і ручний баланс білого,
Швидкий обмін фото в один дотик.
Зображення отримані із камери зберігаються у форматі JPEG/Exif, XMP
Смартфон читає такі формати зображень: GIF89a
BMP,
GIF87a,
WBMP,
EXIF,
WMF,
TIFF,
PNG,
JPEG. Є апаратне пришвидшення графіки.

## Звук та музика

### Музика
Музичні сервіси: Zune та Музика Nokia.

### Функції аудіо
Потоковий звук,
активне приглушення шуму,
динамік гучного зв'язку,
Bluetooth Stereo,
музичний плеєр та
FM-радіо.

### Запис голосу та звуку
Голосові кодеки:EFR,
AMR-NB,
AMR-WB,
GSM FR,
GSM HR.

### Формат музики
Підтримка кодеків: MPEG-4 AAC , eAAC, eAAC+ ,WMA 9, WMA Voice 9, WMA Lossless 9, WMA Professional 9 and 10,DRM Playready

### Формат аудіо
AAC,
AAC+,
MP3,
MP4,
WAV,
WMA.

## Відео

### Основна відеокамера
Ширина роздільної здатності відеокамери — 1280 пікселі
Висота роздільної здатності відеокамери — 720 пікселі
Частота кадрів відеокамери — 30 кадрів за секунду
Збільшення відеокамери — 3 x
Локальне відтворення відео — 30 кадрів за секунду

### Основні функції відеокамери
Запис відео, є відеоплеєр, потокове відео, стабілізація відео, плавне автофокусування.
Формат у якому знімає камера — MPEG-4 

### Формат відео
WMV 9,
H.264/AVC,
MPEG-4,
3GPP formats (H.263),
AVI,
VC-1,
ASF.

## Довкілля

### Екологічні характеристики
Карти для оптимізації маршрутів та пішохідної навігації та посилання на екологічний контент у браузері.
Ефективне енергоспоживання. Зарядний мікро USB-пристрій, що відповідає рівню споживання енергії 5 зірок 

### Матеріали
Не містить нікелю на поверхні продукту. Не містить сполук брому, хлору, сурм'янистих ангідридів.
Упаковка повністю піддається переробці. Також є компактна упаковка зменшеного розміру.

### Комплектація
Nokia Lumia 800
•Швидкий зарядний USB-пристрій Nokia AC-16
•Кабель Nokia для заряджання і передачі даних CA-185CD
•Стереогарнітура Nokia WH-902
•Стислий посібник користувача, посібник користувача і інформаційний буклет
•М'який чохол.